# Arthur Lehning
Arthur Lehning (ur. 1 października 1899 w Utrecht, zm. 1 stycznia 2000 w Lys-Saint-Georges) – holenderski historyk, pisarz, tłumacz oraz działacz anarchistyczny. 

## Życiorys
Studiował ekonomię W Rotterdamie, a następnie Berlinie. Od lat młodzieńczych interesował się myślą antymilitarystyczną, anarchistyczną oraz syndykalistyczną. W latach 20. XX w. był korespondentem Anti-Militarist Bureau (IAMB) z siedzibą w Hadze. W owym czasie pisał opublikował artykuły, w którym poddawał krytyce rosnący w siłę niemiecki nacjonalizm oraz socjaldemokrację. Twierdził, że organizacja strajku generalnego byłaby zdolna powstrzymać przewidywaną wojnę.               
Od 1922 był członkiem Międzynarodowego Stowarzyszenia Pracowników (IWA-AIT), a od 1927 współtworzył organ prasowy International Anti-militarist Commission stanowiącego fuzję IAMB oraz  IWA-AIT. W latach 1932–1935 pracował w sekretariacie IWA-AIT. W tamtym czasie odwiedził Madryt oraz Barcelone, gdzie ruch anarchistyczny był bardzo silny. Po powrocie do Holandii związał się z Międzynarodowym Instytutem Historii Społecznej w Amsterdamie.               
Po wojnie pracował dla Instytutu, w ramach którego zebrał prace Michaiła Bakunina, które opublikował we Francji w 1976 pod tytułem Archives Bakounine.              

## Wybrane publikacje

### Proza
- De vriend van mijn jeugd: herinneringen aan H. Marsman (1954)
- Marsman en het expressionisme (1959)

### Prace historyczne
- Die Sozialdemokratie und der Krieg (1924)
- De feiten en de betekenis van de zaak Sacco en Vanzetti (1927)
- Anarcho-syndicalisme (1927)
- Politiek en cultuur (1930)
- Estado y marxismo (1930)
- The International association: a contribution to the preliminary history of the First International 1855-1859 (1938)
- From Buonarrotti to Bakunin: studies in international socialism (1970)
- Michail Bakoenin: over anarchisme, staat en dictatuur (1970)
- Radendemocratie of staatscommunisme: Marxisme en anarchisme in de Russische Revolutie (pierwotnie opublikowane w niemieckim czasopiśmie Die Internationale w 1929/30; w 1972 tekst został przetłumaczony na holenderski przez Jaapa Kloostermana)
- Michel Bakounine et les historiens (1979)

### Eseje
- Politiek en cultuur (1930)
- De draad van Ariadne: essays en commentaren (1966)
- Ithaka: essays en commentaren 2 (1980)
- Prometheus en het recht van de opstand (1987)
- De tocht naar Ithaka: beschouwingen over politiek en cultuur (1999)